# Dana Corporation

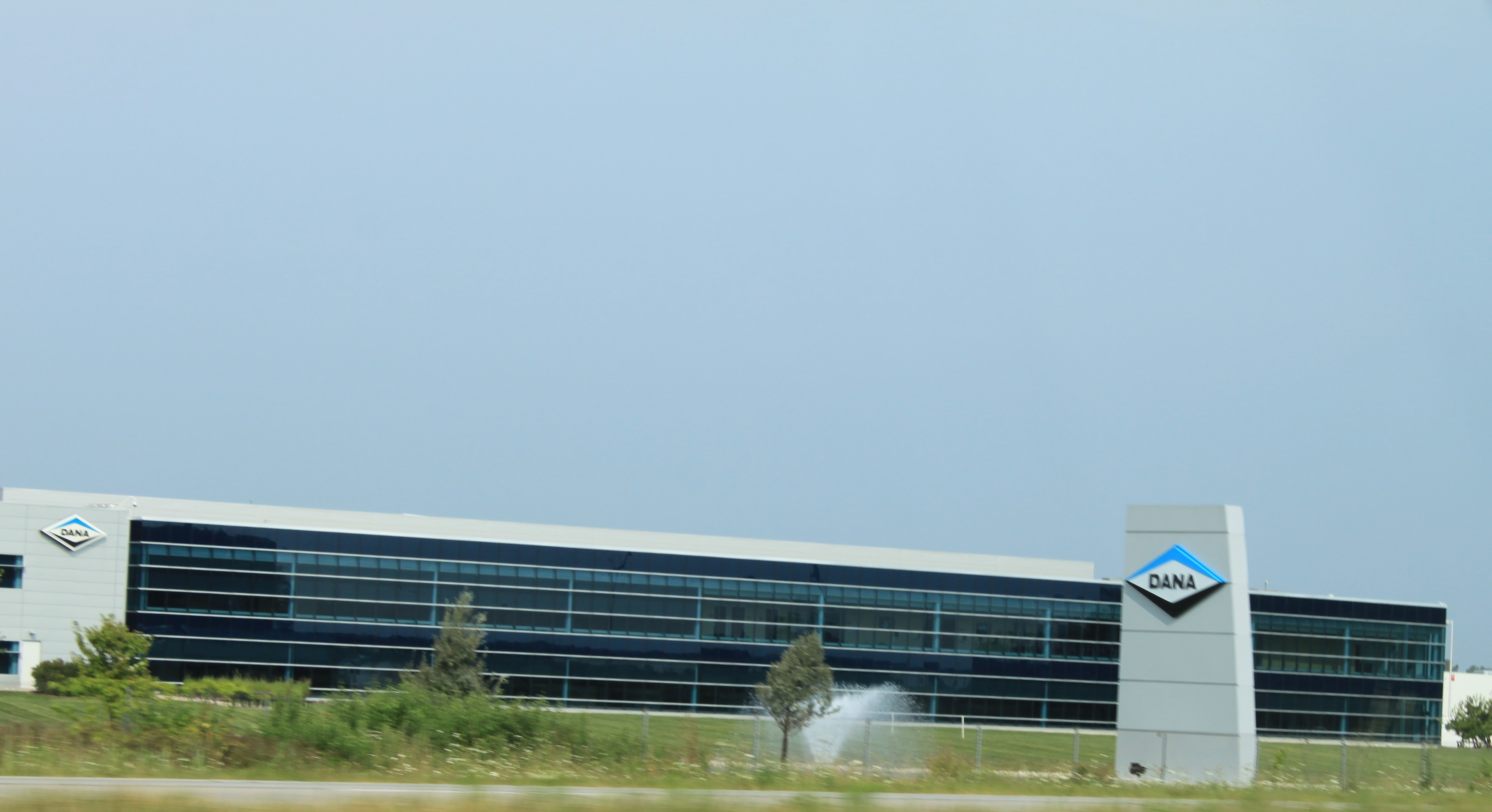
Sede da companhia em Maumee

A Dana Holding Corporation é líder mundial no fornecimento de sistemas de transmissão, eixos cardã, vedadores e gerenciamento térmico com alta tecnologia para a indústria automobilista. Está listada na Fortune 500.

## História
Originalmente constituída em Nova Jersey em 1904 com a denominação 'Spicer Universal Joint Manufacturing Company', batizada com o nome do engenheiro, inventor e fundador da companhia Clarence W. Spicer; foi renomeada como 'Spicer Manufacturing Company' em 1909. Mudou-se em 1928 para Toledo (Ohio), sendo renomeada como Dana Corporation, em memória de Charles A. Dana, que juntou-se à companhia em 1914 e tornou-se presidente e tesoureiro em 1916.
Atendendo a três mercados principais – veículos de passageiros, caminhões e equipamentos fora-de-estrada – a Dana oferece produtos locais, serviços e suporte aos clientes de equipamentos originais e do mercado de reposição. Com sede na cidade de Maumee, em Ohio, nos Estados Unidos, a empresa emprega mais de 23.000 pessoas em 26 países ao redor do mundo. Registrou em 2013 vendas de US$ 6,8 bilhões.
Na América do Sul, tem operações na Argentina, Brasil, Colômbia, Equador e Venezuela. No Brasil, tem operações em Gravataí (RS), Sorocaba (SP), Jundiaí (SP), Campinas (SP) e Limeira (SP), contando com aproximadamente 2.500 colaboradores.
Os principais produtos da Dana são:
- Eixos diferenciais Spicer® – eixos dianteiros e traseiros, diferenciais, acoplamentos de torque e conjuntos modulares;
- Eixos cardan Spicer® – juntas universais cardan, acoplamentos flexíveis, mancais centrais, pontas de eixo e eixos cardan;
- Produtos de gerenciamento de pneus Spicer® – enchimento central de pneus, controle de pressão dos pneus, e produtos para monitoramento da pressão dos pneus;
- Transmissões Spicer® – caixas de transferência, transmissões hidrostáticas e de mudança, conversores de torque, e controles eletrônicos para veículos fora-de-estrada;
- Produtos para vedação Victor Reinz® – módulos de juntas e tampas de cabeçote de cilindros, blindagem de proteção termoacústica, vedações de haste de válvula, e componentes de célula de combustível;
- Produtos térmicos Long® – tecnologias de troca térmica e desvio térmico para motores, transmissões e aplicações fluidas, e componentes de célula de combustível.Referências

1. ↑  «História da empresa»